# Espacio Económico Europeo
| Alemania · Austria · Bélgica · Bulgaria · Chipre · República Checa · Croacia · Dinamarca · Eslovaquia · Eslovenia | España · Estonia · Finlandia · Francia · Grecia · Hungría · Islandia · Irlanda · Italia · Liechtenstein | Letonia · Lituania · Luxemburgo · Malta · Países Bajos · Noruega · Polonia · Portugal · Rumania · Suecia |

Estados miembros de la Unión Europea:
Estados miembros participantesEstados miembros de la AELC:
Países miembros participantes
País miembro de la AELC pero no del EEE (Suiza)
Antiguo participante del EEE: Reino Unido
Lista de participantes

El Espacio Económico Europeo (EEE) se instauró el 1 de enero de 1994 con motivo de un acuerdo entre la Unión Europea y los países miembros de la Asociación Europea de Libre Comercio (AELC), excepto Suiza. Su creación permitió a los países de la AELC participar en el Mercado Único de la Unión Europea, sin tener que adherirse a la UE. Gran parte de la legislación de la UE sobre el Mercado Único también tiene efecto y jurisdicción en Noruega, Islandia y Liechtenstein, ya que es necesario para el correcto funcionamiento del EEE. Queda excluido del acuerdo la Unión Aduanera, por tanto Noruega, Islandia y Liechtenstein siguen pagando los aranceles y otros controles aduaneros.

## Miembros
Los miembros de la Asociación son los 27 países integrantes de la UE y los miembros de la AELC siguientes: Islandia, Liechtenstein y Noruega.
Suiza, como miembro de la AELC, rechazó por un 49,7 % entrar a formar parte del Espacio Económico Europeo en el referéndum nacional celebrado el 6 de diciembre de 1992 por lo que no ratificó el acuerdo. Actualmente las relaciones de ese país con la UE están regidas por un conjunto de tratados bilaterales.